# Jackson Melián
Jackson Melián González (Caracas, 7 de enero de 1980) es un beisbolista venezolano. Jugó en posición de jardinero en los Caribes de Anzoátegui.

## Carrera
Nacido en Caracas, aunque toda su infancia transcurrió en Barcelona, Estado Anzoátegui. Con 16 años de edad fue firmado en 1996 por los New York Yankees con un bono de 1.600.000 dólares, estableciendo un récord para un venezolano en Grandes Ligas en ese momento. En 2000 firmó con Cincinnati Reds. Melián inició su carrera en la Liga Venezolana de Béisbol Profesional en Caribes de Oriente, aunque también jugó para Pastora de los Llanos en calidad de préstamo. En 2002 Caribes llega a un acuerdo con los Leones del Caracas donde Melián participó hasta que en la 2004-2005 pasa a los Tiburones de La Guaira, a la siguiente temporada pasa a Águilas del Zulia. En la temporada 2006-2007 pasa a los Cardenales de Lara en cambio por el jardinero Rodney Medina. En la temporada 2007-2008 retornó a Tiburones en cambio por Wiklenman González y en la siguiente temporada pasó nuevamente a los Leones del Caracas en cambio por el lanzador Juan Carlos Ovalles.
Volvió a las filas de los Leones del Caracas, al ser canjeado por Juan Ovalles el 8 de octubre de la Campaña 2008/2009. Ligó para .281 (153-43) con siete jonrones, 21 empujadas, 30 anotadas y cuatro bases robadas durante 46 juegos… Su primera aparición con los melenudos en este torneo fue el 15 de octubre en juego frente a Caribes de Anzoátegui en el “Alfonso Carrasquel” de Puerto La Cruz. No tuvo suerte en tres turnos… Dio tres hits en la misma cantidad de juegos. El primero fue el 19 de octubre contra Tiburones de La Guaira al dar de 4-3 (1, 2B, 1 3B con 2 CI); el segundo fue el 21 de octubre contra Águilas del Zulia, al irse de 4-3 (jonrón, 2 CI, 2 CA) y el último el 24 de octubre frente a Cardenales de lara; también ligó de 4-3 (1 2B)… El 17 de diciembre igualó su tope de impulsadas por juego de cuatro, al lograr tal cantidad frente a Bravos de Margarita en el Universitario. Se fue de 4-2 con cuadrangular y una anotada… Su mayor seguidilla de juegos con al menos un hit fue de ocho y lo hilvanó desde el 2 al 11 de noviembre.
De cara a la temporada 2011/12 de la Liga Venezolana de Béisbol Profesional, fue trasladado junto con José Castillo del equipo Leones del Caracas al de Bravos de Margarita, a cambio de los peloteros Yorvit Torrealba, Dixon Machado y Junior Subero, provenientes de dicho equipo.
En el año 2013, el equipo Bravos de Margarita lo deja en libertad y firma con Caribes de Anzoátegui, con el que inició su carrera.
En 2015 anunció su retiro como jugador activo.
En la Liga Venezolana de Béisbol Profesional (específicamente en las temporadas regulares) acumula los siguientes números:
Numeritos:
- Juegos Jugados : 575 JJ

- Veces al Bate : 1719 VB

- Carreras Anotadas : 272 CA

- Hits Conectados : 456 HC

- Dobles : 85 2B

- Triples : 18 3B

- Homeruns : 40 HR

- Carreras Impulsadas : 254 CI

- Ponches : 234 Ks

- Bases por Bola : 120 BB

- Bases Robadas : 45 BR

- Average : .265 AVG

- Babip (Promedio de Bateo en Bolas de Juego Menos Jonrón y Ponche) : .290

- XB (Extrabase) : 143

- Total de Bases Alcanzadas : 697

- OBP (Promedio de Embasarse) : .321

- Slugging  : .405

- On Base Plus Slugging (OPS + Slugging) : .727

En la Liga Venezolana de Béisbol Profesional (específicamente en las temporadas regulares) acumula múltitples reconocimientos:
- 1 premio de jugador de la semana en la temporada regular 1998-1999.

- 1 premio de jugador de la semana en la temporada regular 2002-2003.

- 1 premio de jugador de la semana en la temporada regular 2012-2013.

Actualmente funge como manager de los Tigres de Aragua. Anteriormente fue coach de bateo y dirigente de los Tiburones de La Guaira y manager de Caribes de Anzoátegui.